# The Secret Language of Birds
The Secret Language of Birds es el tercer disco en solitario de Ian Anderson, flautista y líder de Jethro Tull.
Se le considera su mejor disco en solitario y guarda similitudes de estilo con el álbum de Jethro Tull J-Tull Dot Com lanzado previamente.
El disco se acompañó de un vídeo del tema "The Secret Language of Birds".

## Lista de temas
| #   | Título                                       | Autor          | Interpretaciones | Tiempo |
| --- | -------------------------------------------- | -------------- | ---------------- | ------ |
| 1.  | «The Secret Language of Birds»               | (Ian Anderson) |                  | 4:17   |
| 2.  | «The Little Flower Girl»                     | (Ian Anderson) |                  | 3:37   |
| 3.  | «Montserrat»                                 | (Ian Anderson) |                  | 3:21   |
| 4.  | «Postcard Day»                               | (Ian Anderson) |                  | 5:07   |
| 5.  | «The Water Carrier»                          | (Ian Anderson) |                  | 2:56   |
| 6.  | «Set-Aside»                                  | (Ian Anderson) |                  | 1:29   |
| 7.  | «A Better Moon»                              | (Ian Anderson) |                  | 3:46   |
| 8.  | «Sanctuary»                                  | (Ian Anderson) |                  | 4:42   |
| 9.  | «The Jasmine Corridor»                       | (Ian Anderson) |                  | 3:54   |
| 10. | «The Habanero Reel»                          | (Ian Anderson) |                  | 4:01   |
| 11. | «Panama Freighter»                           | (Ian Anderson) |                  | 3:21   |
| 12. | «The Secret Language of Birds, PT. II»       | (Ian Anderson) |                  | 3:06   |
| 13. | «Boris Dancing»                              | (Ian Anderson) |                  | 3:07   |
| 14. | «Circular Breathing»                         | (Ian Anderson) |                  | 3:45   |
| 15. | «The Stormont Shuffle»                       | (Ian Anderson) |                  | 3:20   |
| 16. | «Extra Track Intro» (no listada)             | (Ian Anderson) |                  | 0:08   |
| 17. | «In the Grip of Stronger Stuff» (no listada) | (Ian Anderson) |                  | 2:50   |
| 18. | «Thick as a Brick» (no listada)              | (Ian Anderson) |                  | 2:37   |

Como pista oculta, al final del disco de los Jethro Tull J-Tull Dot Com ya se había incluido la canción "The Secret Language of Birds", que abriría este álbum.

## Intérpretes
- Ian Anderson: voces, flauta, Guitarra acústica, bouzouki, bajo acústico, mandolina, percusión y flauta piccolo.
- Andrew Giddings: acordeón, piano, órgano, marimba, percusión, bajo, teclado y arreglos orquestales.
- Gerry Conway: batería.
- Darren Mooney: batería.
- James Duncan Anderson: batería.
- Martin Barre: guitarra eléctrica.